# Castopod
Castopod est un serveur d'hébergement de podcast libre, auto-hébergé et fédéré via le protocole ActivityPub, faisant ainsi partie du Fediverse. Il permet aux utilisateurs de créer leurs podcasts et de publier leurs épisodes et de générer le flux de syndication traditionnel du podcast, tout en proposant une interaction avec la communauté par ActivityPub.

## Fonctionnalités
Les propriétaires d'un podcast peuvent personnaliser son profil à l'instar des profils Mastodon, ainsi un profil peut disposer d'une image de profil, d'une bannière, d'une description et de divers liens vers d'autres réseaux sociaux.
Les créateurs du podcast peuvent opter ou non pour une monétisation par publicité ou bien choisir d'autres modes de monétisation.
Des statistiques sur l'écoute des podcasts sont disponibles, ces statistiques sont anonymisées et compatibles avec le RGPD.
Le logiciel intègre plusieurs fonctionnalités normalisés par le mouvement du Podcasting 2.0.
Castopod supporte également le protocole WebSub.

## Fonctionnement
Le logiciel est écrit en PHP et utilise le framework CodeIgniter 4.

## Historique
Les créateurs de Castopod ont initialement écrit le logiciel en réponse au manque de solution libre et fédéré pour le podcast en mars 2019. Une demande de subvention à NLnet a été déposée et obtenue.
La solution a été mise en avant par le Plan d'action logiciels libres et communs numériques de la DINUM dans la Gazette BlueHats de février 2022.